# Kongeriget Kroatien og Slavonien
Kongeriget Kroatien og Slavonien (kroatisk: Kraljevina Hrvatska i Slavonija, ungarsk: Horvát-Szlavónia Királyság, tysk: Königreich Kroatien und Slawonien) var et autonomt kongerige indenfor det østrig-ungarske dobbeltmonarki. Det tilhørte den ungarske del af monarkiet ("Transleithanien") og omfattede dele af dagens Kroatien og Vojvodina.
Kongeriget Kroatien og Slavonien opstod gennem foreningen af de to kongeriger Kroatien og Slavonien i 1868. Det nye kongerige eksisterede til 1918, da det sammen med Kongeriget Serbien blev en del af Kongeriget af serbere, kroater og slovenere.
Kongeriget var inddelt i otte forvaltningsregioner, kaldt komitater. Folketællingen i 1910 viste at kongeriget havde 2.621.954 indbyggere. 1.638.354 (62,5 % af befolkningen) opgav kroatisk som modersmål, 644.955 (24,5 %) opgav serbisk, 133.418 opgav tysk, 105.047 opgav ungarsk og 20.884 opgav slovakisk.
45°48′N 15°58′Ø / 45.8°N 15.97°Ø